# Rimbach (Cham)
Rimbach è un comune tedesco di 2 052 abitanti, situato nel land della Baviera.